# Maison Du Calvet
La maison Du Calvet, située au 405, rue Saint-Paul Est, à l’angle de la rue de Bonsecours à Montréal, a été à l'origine celle de Pierre du Calvet, riche marchand et homme politique.

## Histoire
Cette demeure a été construite en 1770-71 sur les fondations d'un bâtiment construit en 1692. Elle sera beaucoup modifiée au XIXe siècle, servant d'auberge, de salon de barbier, de boutique et d'épicerie, avant d'être restaurée en 1964. La compagnie Joseph A. Ogilvy achète le bâtiment en 1963 et convertit l'endroit en musée de meubles. L'endroit redevient une épicerie en 1984.

## Description
Conçue pour résister au feu, elle se distingue par ses murs coupe-feu épais dépassant le toit et ses imposantes cheminées en pierre de chaque côté. Elle est aujourd'hui convertie en hôtel.

## Images

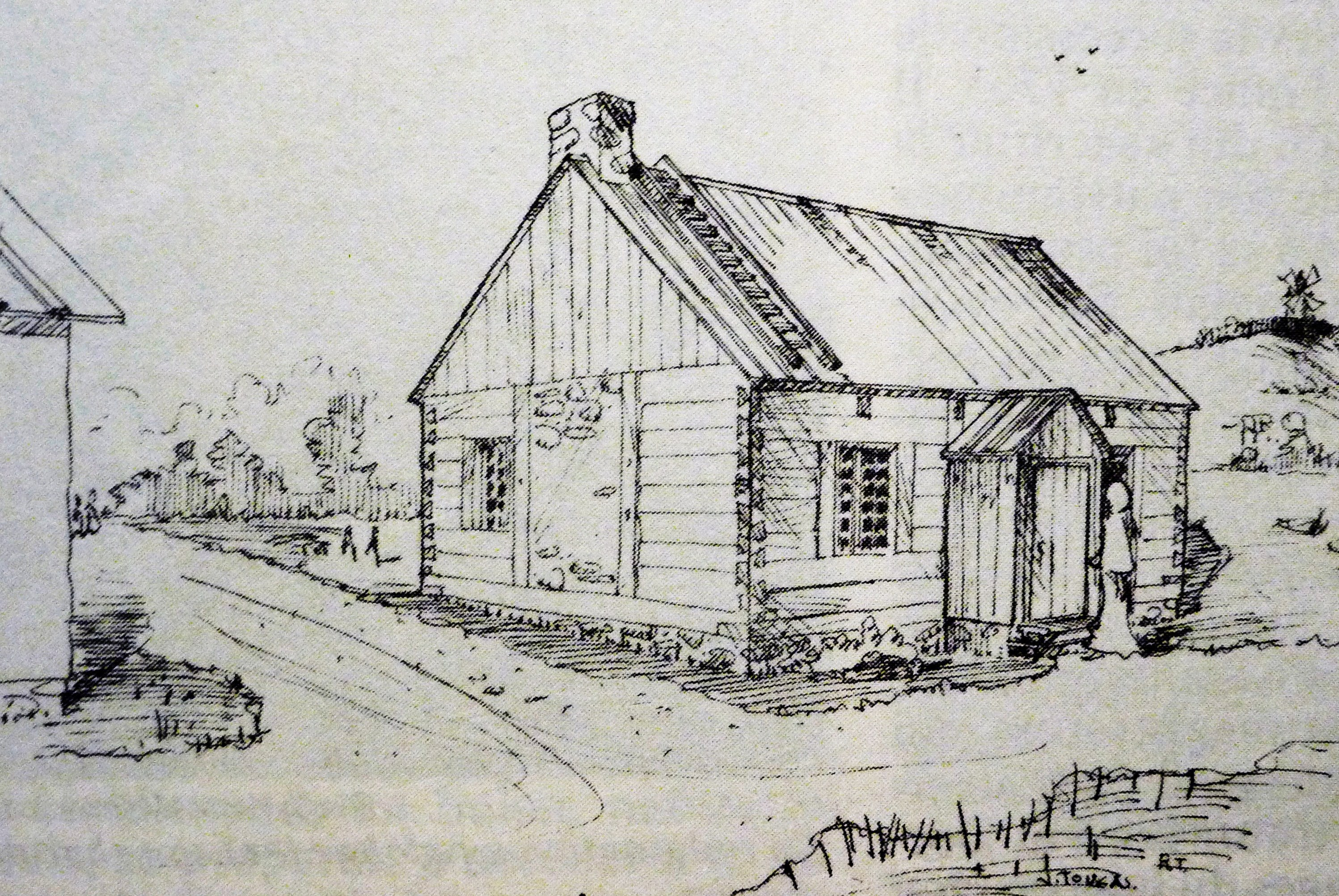
Reconstitution de la maison Marie Brazeau où se situe la maison Pierre du Calvet aujourd'hui
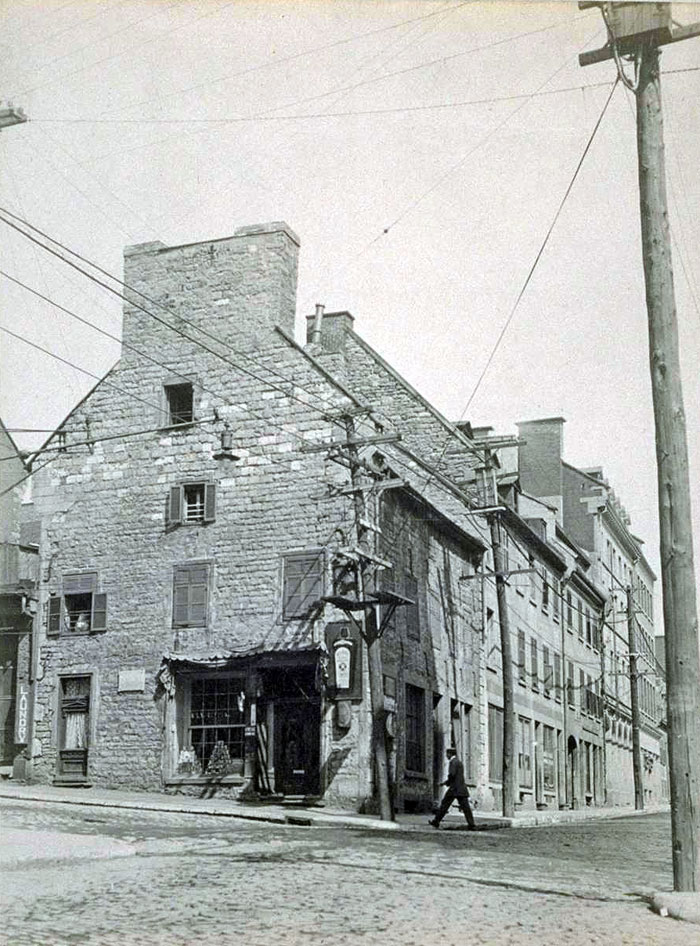
La maison en 1910. Une épicerie est alors tenue par A. Laudendeau.
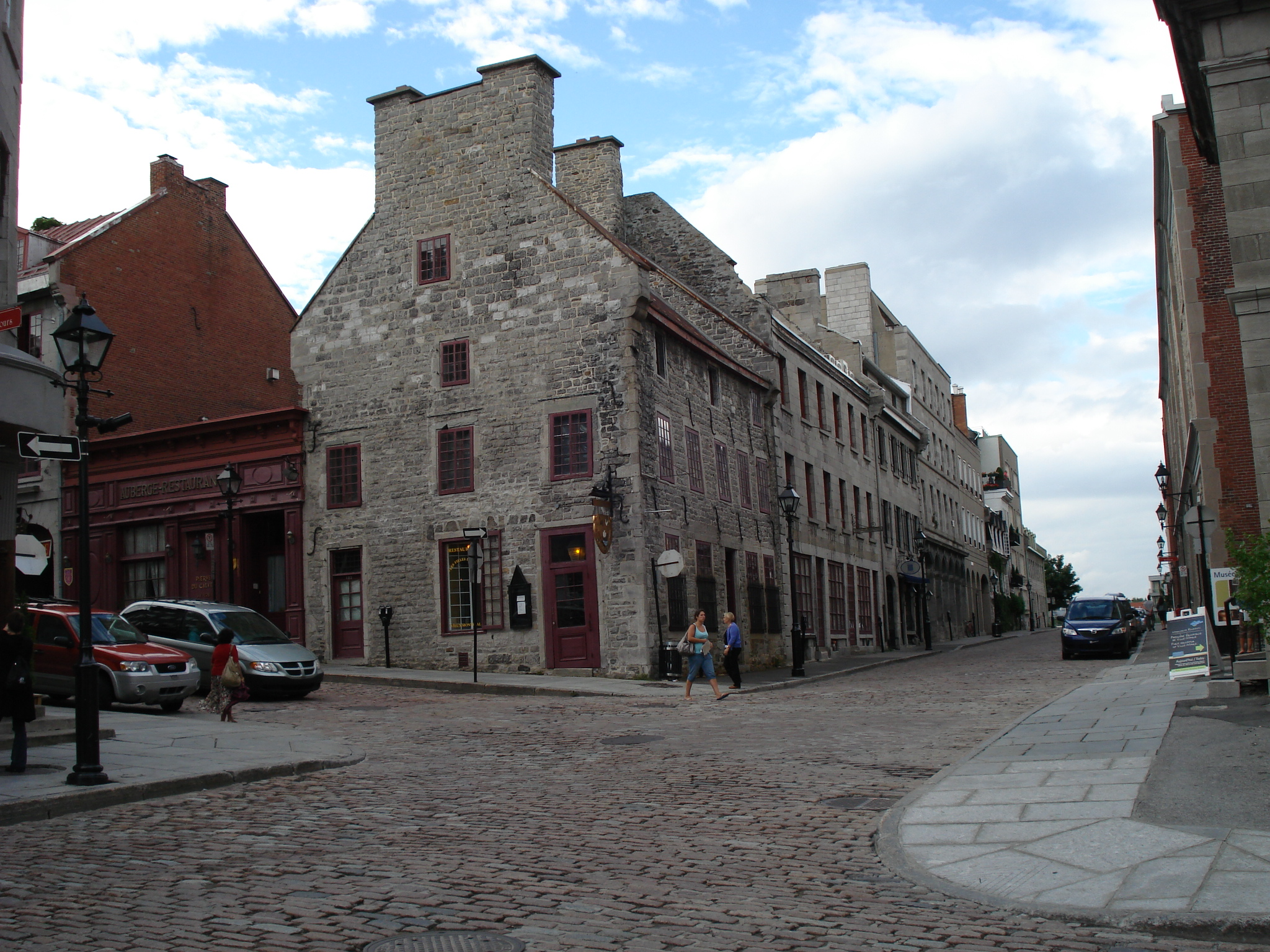
La maison en 2008.